# İlyas Salman
Pour les articles homonymes, voir Salman.
İlyas Salman, né le 14 janvier 1949 à Arguvan, dans la province de Malatya, en Turquie, est un acteur, réalisateur, auteur, scénariste et musicien turc.
En 2007, dans un article qu'il a écrit et, par après, dans un livre, il révèle qu'il est un turkmène alévi.

## Biographie
İlyas Salman naît le 14 janvier 1954 dans la province de Malatya, en Turquie.
Il incarne presque toujours des personnages naïfs, pauvres, malchanceux, victimes des ruses et des injustices, souvent d'origine rurale et venus travailler en ville. Comme ces rôles se confondent souvent avec ceux de paysans kurdes, par exemple dans Kibar Feyzo, beaucoup ont longtemps pensé, et même écrit, que l'acteur était lui-même d'origine kurde, sans qu'il ne confirme ni ne démente cette affirmation. Toutefois, il est d'origine turkmène et de confession alévite, ce qu'il ne rend public qu'à la parution de son autobiographie en 2007.

## Filmographie

### Cinéma
- 1977 : Baskın (tr) : Yunus
- 1978 : Hababam Sınıfı Dokuz Doğuruyor (tr) : Bilo Aga
- 1978 : Kibar Feyzo (tr) : Bilo
- 1978 : Sultan (tr) : Bekci
- 1978 : Çöpçüler Kralı (tr) : Semsi
- 1979 : Erkek Güzeli Sefil Bilo (tr) : Bilo
- 1980 : Beş Parasız Adam (tr) : Şeyhmus
- 1980 : Banker Bilo (tr) : Bilo
- 1980 : Talihli Amele (tr) : Mehmet Ali
- 1981 : Hababam Sınıfı Güle Güle (tr) : Mehmet
- 1982 : Dolap Beygiri (tr) : Ali
- 1982 : Çirkinler de Sever (tr) : Mazlum
- 1982 : Çiçek Abbas (tr) : Abbas
- 1983 : Aptal Kahraman (tr) : Şahan
- 1983 : Şaşkın Ördek : Halil İbrahim
- 1983 : Şekerpare (tr) : Cumali
- 1984 : Kızlar Sınıfı (tr) : Ilyas Çiçek
- 1985 : Deliye hergün bayram : Mehmet
- 1985 : Sari Öküz Parasi
- 1985 : Uyaniklar dünyasi : Ilyas / Mafya Babasi
- 1985 : Ya ya ya sa sa sa : Ilyas
- 1986 : Arap Bilo : Arap Bilo
- 1986 : Ben Milyoner Degilim
- 1986 : Fakir milyoner : Ilyas
- 1986 : Karamanin Koyunu
- 1986 : Sahtekar : Bahtiyar
- 1986 : Sen Neymissin Be Abi...
- 1988 : Aptal asik : Cabbar
- 1989 : Afacan
- 1992 : Mercedes mon amour (tr) : Bayram
- 1994 : Talihsiz Bilo
- 1995 : Rambo Ramiz
- 1995 : Tek Ayakli Kuslar : Lokman
- 1996 : Sarhos
- 1997 : Tatil belasi : Mustafa
- 2006 : Adressiz sorgular
- 2007 : Sis ve Gece : Cuma
- 2008 : Sevgili babam : Haydar
- 2008 : Seytanin Pabucu : Halil
- 2009 : Çingirakli top : Muzo
- 2012 : Lal Gece : Groom
- 2014 : Gece : Ekrem
- 2014 : La Terre éphémère : Old man
- 2015 : Ve Panayir Köyden Gider : Veli
- 2018 : Hasan's letzter Tango : Hasan

### Télévision

#### Séries télévisées
- 1980 : Yedi kocali Hürmüz
- 1994 : Kizlar sinifi
- 2008 : Ölüm Çiçekleri : Eyup Sabri
- 2009 : Akasya duragi : Aga

## Récompenses et distinctions
- Ankara International Film Festival (tr) (Ankara Uluslararası Film Festivali) : 
  - 1992 : prix du meilleur acteur pour Mercedes mon amour
  - 2007 : prix du meilleur acteur de soutien pour Sis ve Gece